# Живкович, Звонко
Звонко Живкович (серб. Zvonko Živković / Звонко Живковић; 31 октября 1959, Белград) — югославский сербский футболист и футбольный тренер, игравший на позиции нападающего. Главный тренер молодёжной сборной Сербии по футболу.

## Карьера

### Клубная
За свою футбольную карьеру Звонко Живкович выступал за югославский клуб «Партизан», португальскую «Бенфику», дюссельдорфскую «Фортуну» и французский «Дижон».

### В сборной
Живкович попал в состав сборной Югославии на чемпионате мира 1982 года. Однако из трёх матчей Югославии на турнире Живкович не появился ни в одном из них: в играх против сборных Северной Ирландии, Испании и Гондураса.

## Достижения
«Партизан»
- Чемпион Югославии (2): 1982/83, 1985/86

«Бенфика»
- Чемпион Португалии (1): 1986/87
- Обладатель Кубка Португалии (1): 1986/87